# 約翰·柯倫
約翰·柯倫（英語：John Curran）是一位檔案管理員，以研究阿嘉莎·克莉絲蒂的作品而知名。《阿嘉莎·克莉絲蒂通訊》編輯，曾任全國名勝古蹟託管協會顧問。亦曾與馬修·培察合作建立阿嘉莎·克莉絲蒂檔案室。
2009年9月，出版《阿嘉莎·克莉絲蒂的秘密筆記》，解讀克莉絲蒂所遺留下的七十餘本筆記，並收錄兩則之前未曾發表的白羅探案故事；該書獲得了2010年阿嘉莎獎最佳非小說獎、提名愛倫·坡獎最佳評論或傳記獎，並被翻譯成17種語言，2012年，柯倫又出版了《Agatha Christie’s Murder in the Making》。

## 外部連結
- 約翰·柯倫在互联网电影资料库（IMDb）上的資料（英文）